# Liste de drones
Ce qui suit est une liste de véhicules aériens sans pilote développés et exploités dans divers pays du monde.

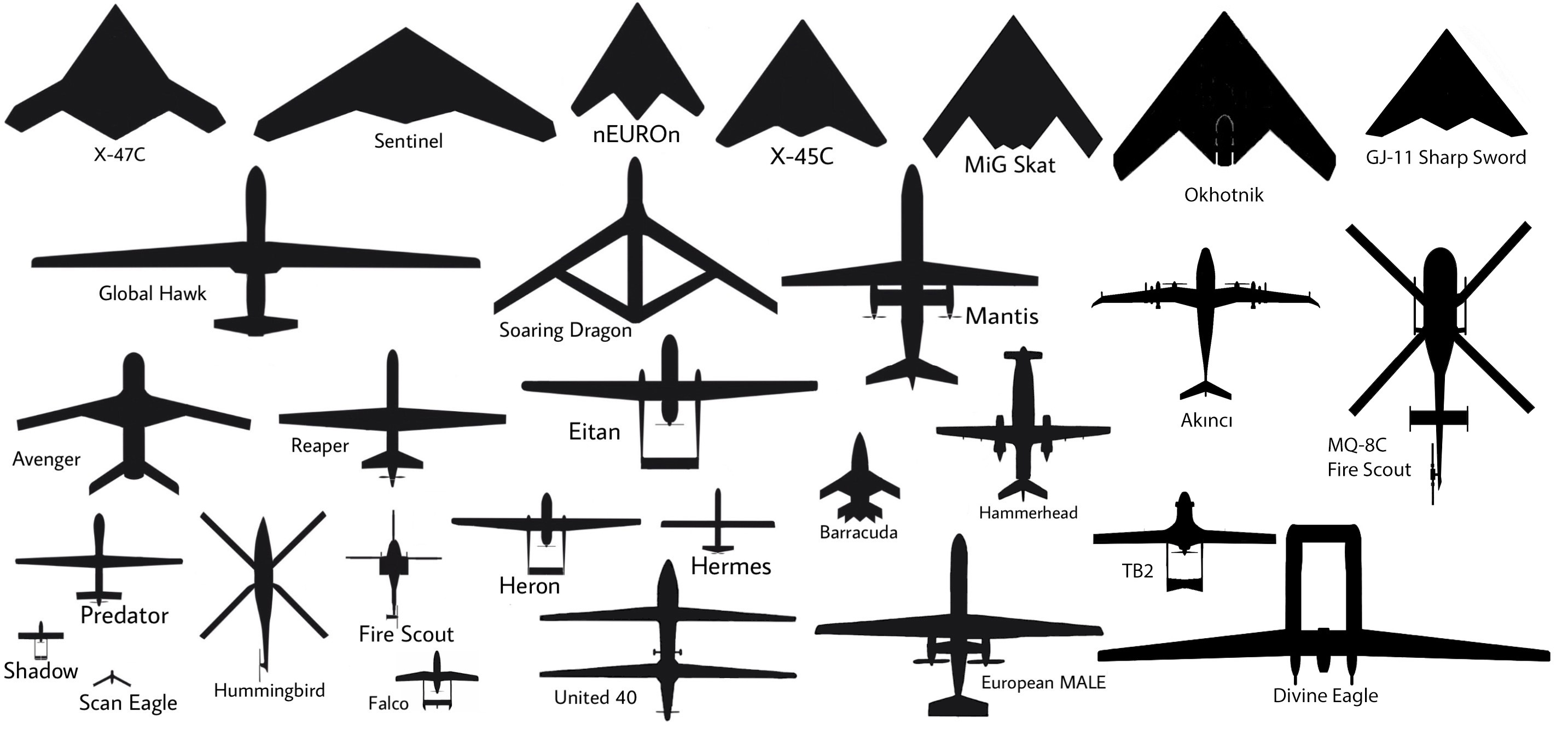
Différents profils de drones (2020).

## Afrique du Sud
- Kentron Seeker
- ATE Vulture
- Denel Bateleur

## Allemagne
- EADS Barracuda
- EURO HAWK (EADS et Northman Group)
- Canadair CL-289
- EMT Luna X 2000
- EMT Aladin (en)
- Rheinmetall KZO

## Algérie
- Al Fajer L-10 (en) - est un drone de conception algérienne qui peut servir à plusieurs usages civils et militaires. C'est un drone de type HALE (Haute Altitude-Longue Endurance), il dispose d'un plafond de 7 000 m avec une autonomie de 36 heures. Il a une envergure de 2,3 m de long et peut supporter une charge utile de 70 kg.
- Amel
- ASN 209
- Aures 700
- El-Jazaïr 54
- El-Jazaïr 55

## Arabie saoudite
- Saker 2[1]
- Saker 3[1]
- Saker 4[1]
- Drone PSATRI[2]

## Argentine
- FMA IA-59 Tábano
- Lipán M3
- Nostromo Yarará

## Arménie
- Krunk-25
- HRESH

## Belgique
- Flying-Cam 3.0 SARAH
- OnyxStar ALG-EOS
- OnyxStar ALG-112
- OnyxStar ALG-750
- OnyxStar FOX-C8
- OnyxStar FOX-C8 HD
- OnyxStar FOX-C8 XT
- OnyxStar XENA
- OnyxStar HYDRA-12

## Canada
- Canadair CL-89
- Canadair CL-289
- C-161 (idem SDTi)

## Chili
- RMS Mantarraya

## Chine
- ASN-206
- CASC CH-901
- CASIC WJ
- CH-4 Rainbow
- ChangKong-1
- ChangKong-2
- DJI (entreprise)
- Soar Dragon
- Sunflower 200
- Tengden TB-001
- Wing Loong
- Wing Loong II
- WuZhen-5
- WuZhen-9
- WZ-2000
- Xian HH-100

## Colombie
- Navigator x2
- (Navigator x2) Drone de moyen Endurance avec une performance exceptionnelle qui peut voler dans conditions extrêmes, pistes très courtes à haute altitude. Autonomie de 4 heures. Il a une envergure de 5 m de long et peut supporter une charge utile de 25 kg.

## Espagne
- EADS Barracuda
- Paroca Robotics PRUAV-401
- INTA SIVA
- INTA ALO
- INTA Milano
- UAV Fulmar
- SCR SCRAB

## États-Unis
En janvier 1997, le département de la Défense des États-Unis a choisi la lettre Q pour identifier les drones militaires.
| Désign. | Nom                                                 | Constructeur               | Désignation avant 1962 ou nouvelle désignation | Date 1er vol |
| ------- | --------------------------------------------------- | -------------------------- | ---------------------------------------------- | ------------ |
| Q-1     | Predator (RQ-1A, RQ-1B et MQ-1B) Grey Eagle (MQ-1C) | General Atomics            |                                                |              |
| Q-2     | Pioneer                                             | IAI / Pioneer Inc.         |                                                |              |
| Q-3     | DarkStar                                            | Lockheed Martin            |                                                |              |
| Q-4     | Global Hawk (RQ-4A et RQ-4B) Triton (MQ-4C)         | Northrop Grumman           |                                                |              |
| Q-5     | Hunter                                              | Northrop Grumman (TRW/IAI) |                                                |              |
| Q-6     | Outrider                                            | Alliant Techsystems        |                                                |              |
| Q-7     | Shadow                                              | AAI Corporation            |                                                |              |
| Q-8     | Fire Scout                                          | Northrop Grumman           |                                                |              |
| Q-9     | Reaper                                              | General Atomics            |                                                |              |
| Q-10    | SnowGoose                                           | MMIST                      |                                                |              |
| Q-11    | Raven                                               | AeroVironment              |                                                |              |
| Q-12    |                                                     |                            | Nom annulé en faveur de MQ-1C                  |              |
| Q-13    |                                                     |                            | (pas utilisé)                                  |              |
| Q-14    | Dragon Eye (RQ-14A) Swift (RQ-14B)                  | AeroVironment              |                                                |              |
| Q-15    | Neptune                                             | DRS                        |                                                |              |
| Q-16    |                                                     | Honeywell                  |                                                |              |
| Q-17    | SpyHawk                                             | MTC Technologies           |                                                |              |
| Q-18    | (A160T Hummingbird)                                 | Boeing                     |                                                |              |
| Q-19    | Aerosonde                                           | AAI                        |                                                |              |
| Q-20    | Puma AE                                             | AeroVironment              |                                                |              |
| Q-21    | Integrator                                          | Insitu                     |                                                |              |
| Q-22    | Global Observer                                     | AeroVironment              |                                                |              |
| Q-170   | Sentinel                                            | Lockheed Martin            |                                                |              |

- K-Max UAS
- Lockheed D-21
- GNAT-750
- Boeing ScanEagle
- Dragon Eye
- BQM-74 Chukar
- Eagle Eye
- Desert Hawk
- Sky Tote (développé par AeroVironment)
- X-45
- X-47 Pegasus
- X-47B
- Zipline

## France

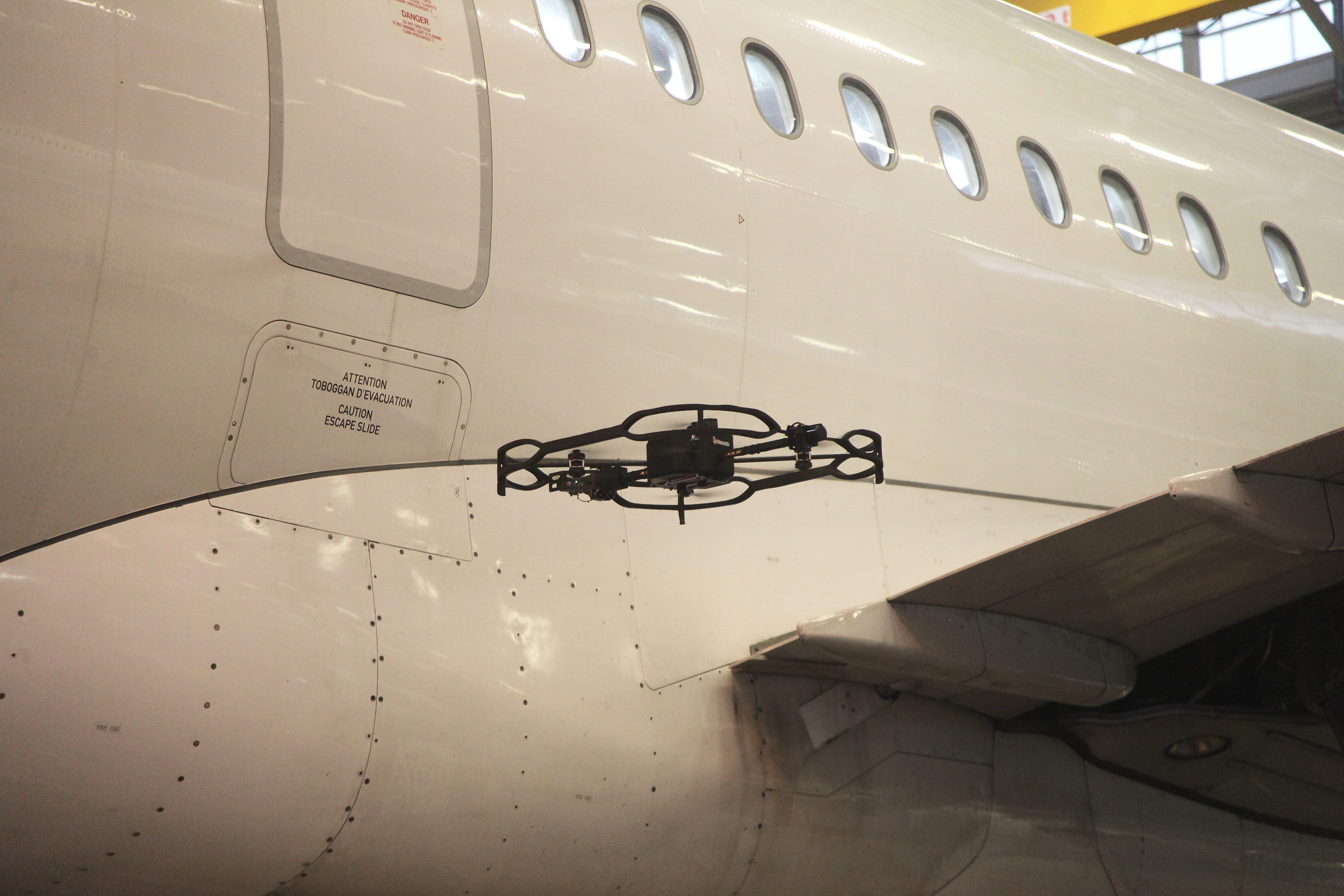
Drone automatisé de Donecle inspectant un avion.

- Drones BOREAL, conçus pour réaliser des missions hors vue de longue durée (8h - 800 km), par exemple  dans le domaine de la surveillance maritime et de l’observation de la terre[4]
- FS-S3 Flying Sensor (Civic Drone) est un drone à voilure tournante à rotors contra-rotatifs[5]
- DT-18 (Delair), drone de longue endurance (100 km) à voilure fixe, est le premier drone à avoir obtenu l'autorisation de vol hors de vue de l'opérateur en France (dans le cadre du scénario S4 défini par l'arrêté du 11 avril 2012). C'est un drone de catégorie D (moins de 2 kg)
- DT26 (Delair) drone de surveillance
- UX-11 (Delair)  drone de surveillance
- OSKAR [Opportunity Strike Kinetics Aircraft Ruggedized] (Delair et KNDS) drone suicide avec charge militaire d’environ 500 grammes, portée de 25 km. Remporte le projet « Colibri » (2023) du Ministère des Armées.
- DT-46 (Delair) drone convertible, avec une voilure fixe qui lui permet une bonne allonge et une voilure tournante qui lui permet un décollage vertical bien plus pratique. Il affiche une endurance comprise entre 3h30 (VTOL) et 7h30 (voilure fixe), tout en portant une charge utile de 5 kg [boule optronique, LIDAR, IMSI-catcher, etc.], sa portée de communication « entièrement chiffrée », est de 100 km selon Delair
- Le para-moteur PIXY, conçu par l'Institut pour la Recherche et le Développement en collaboration avec Philae Concept, est un mini-drone de recherches scientifiques. Il est couvert par un brevet français, plus de 100 modèles ont été vendus et sont utilisés par la communauté scientifique dans le monde. Sa capacité d'emport est de 5 kg pour un poids à vide de 6 kg
- 360°UAV - Système drone basé sur un hélicoptère autonome mû par un turbomoteur. Sa capacité d'emport est de 20 kg, son endurance de 30 min et son diamètre rotor de 2,5 m. Ce projet est soutenu par Bordeaux Technowest[6]
- FNS 900 SEEKER (Fly-n-Sense) - Système drone basé sur une aile volante à fuselage intégré et propulsion électrique. Ce système autonome et multi-missions, inférieur à 1 m d’envergure, est destiné aux vols longue distance. Ce projet est soutenu par Bordeaux Technowest[6]
- SCANCOPTER CB 750 (Fly-n-Sense) - Système drone robuste, basé sur une plateforme multirotors à propulsion électrique. L'aéronef, de 75 cm de diamètre, est capable de décoller et d'atterrir verticalement ADAV. Il est conçu pour les opérations en environnement réduit ou semi-urbain.
- Brevel, abréviation de BREme - VELizy, coopération franco-allemande, sans acquisition par la France
- Mini avion de reconnaissance télépiloté (MART), appelé aussi ALT (Avion léger télépiloté), utilisé par l'artillerie française pendant la guerre du Golfe[7]
- Crécerelle, retiré du service
- CL-289 Piver, en service au 61e Régiment d'artillerie
- Système de drone tactique intérimaire (SDTI) Sperwer (Sagem), en service au 61e Régiment d'artillerie
- EADS Harfang (EADS) - anciennement Système intérimaire de drone MALE (SIDM), a servi dans l'Armée de l'air (2008 - 2018)
- Skylark 1 et Skylark 1-LE (Elbit Systems) : mini-drone en service dans le commandement des opérations spéciales à partir de 2007[8]
- Wasp (AeroVironment) : mini-drone en service dans le commandement des opérations spéciales à partir de 2009[9]
- DRAC (EADS) - Drone de Renseignement Au Contact, en service dans l'Armée de terre
- Spy Arrow (Thales) : mini-drone expérimenté par la Section technique de l'armée de terre (STAT)[10]
- Dassault nEUROn, démonstrateur de drone de combat
- Scorpio 6, 30 et 200 (EADS), girodrones ADAV tactiques en service ou en projet
- Orka (EADS), girodrone ADAV tactique en projet, capable d'apponter sur navire
- Sharc (EADS), démonstrateur de girodrone ADAV tactique à rotors contra-rotatifs
- Elsa (Engin léger de surveillance aérienne), prévu pour utilisation en France par le Ministère de l'Intérieur[11]
- Paparazzi, projet libre et en open-source (logiciel et matériel) développé par l'ENAC[12]
- Vigilant (drone) est un girodrone d'observation utilisé par le Ministère de la Défense
- FR102 (Flying-Robots), drone à voilure flexible, charge de mission de 250 kg[13]
- IT180-5 (INFOTRON) est un drone à voilure tournante à rotors contra-rotatifs en service dans l'Armée de terre sous l'acronyme « DROGEN » pour DROne pour le GENie[14].
- EADS Talarion (programme abandonné)
- Safran Patroller drone militaire tactique (180 km - 14 heures)
- EADS Surveyor
- Euro Hawk (EADS, GmbH, via Military Air Systems (MAS) et leur partenaire américain, Northrop Grumman, sur la plateforme du Global Hawk)
- Tanan (Airbus Defence & Space), drone à rotor de type ADAV destiné au missions navales et terrestres
- Hawker Q800X (AERACCESS) drone sur plateforme modulable quadri/octo destiné à tout type de missions totalement plug & play
- Hawker Q800XE (AERACCESS) drone IP67, multi usage et tout temps. Robuste et modulaire, il a une autonomie accrue et des tourelles interchangeables plug & play
- GosHawk 200 (AERACCESS) drone à voilure fixe capable de voler 2H à 2000 m d'altitude pour une taille de 2m
- Watchkeeper WK450 drone tactique de la société Thales
- Spy'Ranger drone  électrique de reconnaissance produit par Thales, rayon d'action de 30 km
- Bertin Technologies Drone Hovereye-Ex, ADAV autonomie 1 h, moteur à réaction, 15 km d'élongation.
- Donecle drone sert à l'inspection des avions[3]
- Drop'n Drone est un drone aérolargable d'Airborne Concept
- ORION est un drone filaire principalement utilisé pour des missions de surveillance, conçu par Elistair. Il fonctionne relié à leur station filaire Safe-T pour des vols à durée illimitée
- Aube (Ihmati), drone paramoteur. Silencieux, il est conçu pour aider à l’observation, la compréhension et la protection de la faune sauvage[15]
- Aarok drone militaire MALE [Moyenne altitude, longue endurance] (Turgis et Gaillard Groupe) - 24 à 30 heures de vol, 1 500 kg d'emport
- Toutatis Mk1, munition téléopérée (drone suicide) de Thales, 10 km, 45 minutes, 150 km/h, charge de 1 kg - version à portée étendue (45 km) en vue[16]
- Toutatis Mk 2, munition téléopérée de Thales (vers 2026-2027) avec intelligence artificielle pour la reconnaissance d’objectif, navigation en déni de GNSS supérieure[16]
- Airbus Helicopters VSR700, drone hélicoptère « lourd »
- Parrot AR.Drone, drone civil
- Parrot Disco Drone, drone civil de type aile volante
- Akeron RCH 140 (ex MUTANT), munition téléopérée de MBDA-Delair, 12 kg, 20 km
- Akeron RCH170 (ex MUTANT-XL), munition téléopérée de MBDA-Delair, 18 kg, 70 km, une heure, tête du missile Akeron[17]
- Akeron RCX50, munition téléopérée de MBDA-Novadem, 2 kg, 10 km, une heure[17]
- Diamond Shaped (ex RD-120 Raijin), munition téléopérée de Fly-R-MBDA, 300 km/h, 6 kg, 40 minutes[17]
- Survey Copter Aliaca, drone de reconnaissance tactique produit par Survey Copter, filiale d’Airbus Defence and Space (électrique ou diesel, 16 kg, 50 ou 100 km, 3 ou 6 heures, 65 à 100 km/h).
- Capa-X (Survey Copter), drone modulaire de la gamme 100-150kg pour une dizaine d’heures de vol à 150km/h. Soit à hélice propulsive avec moteur thermique à quatre temps, soit mixte à hélice propulsive et voilures tournantes électriques pour des décollages et atterrissages verticaux (VTOL). Il peut disposer d'une grande envergure favorisant la distance franchissable, ou d'une voilure réduite pour plus de compacité et de manœuvrabilité[18].

## Inde
- ADA Nishant (RPV)

## Iran
- Ababil : drones tactiques comparé au Spewer, rayon d'action d'une centaine de kilomètres, vitesse de 300 km/h, équipé de caméras TV et Infrarouge, ses missions seraient principalement la reconnaissance et la surveillance tactique. Ce drone aurait effectué des vols au-dessus de l'Afghanistan et de l'Irak.
  - Ababil 2 : Comporte une seule queue et est probablement un modèle de drone cible en raison de l'absence d'équipements de surveillance.
  - Ababil 3 : un Ababil-3 fut d'ailleurs abattu le 25 février 2009 à une centaine de kilomètres de Bagdad par des chasseurs F-16 américains alors qu'il volait au-dessus du territoire irakien depuis plus d'une heure.
  - Ababil 5 : signalé comme une variante de reconnaissance à moyenne portée.
  - Ababil T : rapporté à une gamme variante d'attaque court / moyenne portée. C'est un modèle à deux queues qui peut être équipé d'une ogive 40 kg. Capacité possible de reconnaissance secondaire avec charge sous le fuselage. Utilisé par le Hezbollah lors de plusieurs vols dans le nord d'Israël en 2004, 2005 et 2006.
  - Ababil B : modèle de drone cible.
  - Ababil CH : modèle à queue jumeaux utilisé par l'Iran comme un drone cible.
  - Ababil S : déclaré comme étant une variante de surveillance avancé récente.
  - Ababil R : déclaré comme étant la version de surveillance de base avec charge utile EO monté dans le nez.
  - Ababil Jet/Hadaf 1 : Le Hadaf-1 est un développement de la plate-forme Ababil, mais propulsé par le moteur de jet Toloue-4 au lieu d'une hélice. Rôles postulés incluent des rôles de formation, de reconnaissance et de frappe aérienne de défense avancés. En 2007, le Hadaf-1 avait effectué des essais en parachute et était toujours en cours de développement. Il est possible, ce projet a évolué dans le Karrar.
- Arash : Munition rodeuse / missile de croisière, portée annoncé de 2 000 km et ogive de 150 kg.
- Ayoub : drone furtif
- Fotros : drone  de reconnaissance et d'attaque dévoilé en 2013, d'une portée de 2000 km et peut voler à une altitude de 25.000 pieds avec une durée de vol de 16 à 30 heures.
- Gaza 149 : drone aérien de combat MALE (medium-altitude long-endurance) iranien, dérivée du HESA Shahed 129, doté de plus grandes dimensions, d'une plus grande autonomie et d'une plus grande capacité d'emports.
- Hazem : Il a été fabriqué dans trois versions avec une capacité de vol sur courte, moyenne et longue distance. C’est un appareil à la fois de reconnaissance, de ciblage et de transport aérien.
- Hemmaseh (en) : drone de reconnaissance à caractère offensif dévoilé en 2013.
- Karrar[19] : drone cible avec des capacités offensives.
- Meraj-521 : munition rôdeuse présenté en 2022 très similaire au Switchblade
- Mohajer 1 : l'un des premiers drones armés (UCAV) apparus en Iran, capable d'emporter jusqu'à six roquettes de type RPG-7, utilisé lors de la guerre Iran-Irak à partir de vedettes (1980-1988)
  - Mohajer 2
  - Mohajer 3
  - Mohajer 4 : drone de reconnaissance tactique fabriqué par the Qods Aviation Industries en 2006, transportant des armes guidées par laser.
  - Mohajer 5 : version améliorée en développement.
  - Mohajer 6
- Nazir et Raad : drones de missions de surveillance et destructions ciblées fabriqué par Farnas Aerospace.
- Sofreh Mahi : drone furtif et capacité d'attaque au sol en développement.
- H-110 Sarir : drone de reconnaissance et de combat mis en service en 2013.
- Shahed 129 : drone de reconnaissance et de combat fabriqué en 2012, c'est le premier drone iranien MALE UAV d'une portée de 1700 km et de 24h d'autonomie.
- Shahed 131 : Munition rodeuse / missile de croisière
- Shahed 136 : Munition rodeuse / missile de croisière
- Yasir (en) : conçu sur la base du drone Boeing ScanEagle, il est propulsé par une hélice unique, et équipé d’une tourelle avec capteur électro-optique dévoilé en 2013.

## Israël

### Drone de combat
- IAI Eitan - 2006
- Hermes 450 - 2003

### Drone de reconnaissance
- Aeronautics Defense Orbiter - 2010
- Hermes 900 - 2015
- IAI Bird-Eye - 2003
- IAI Heron - 1982
- IAI I-View - 2004
- IAI Mosquito - 2009
- IAI Panther - 2011
- IAI Ranger (avec la Suisse) - 1998
- IAI Searcher - 1992
- IAI Scout - 1979
- IAI Skylite - 2012
- RQ-2 Pioneer (avec les États-Unis d'Amérique) - 1986
- RQ-5 Hunter (avec les États-Unis d'Amérique) - 1995
- Skylark II - 2006
- Tadiran Mastiff - 1973

### Munition rodeuse
- IAI Green Dragon - 2016
- IAI Harpy - 1989
- IAI Harop - 2003
- IAI Rotem L - 2017

## Italie
- Aermatica Spa, Anteos, pour des usages industriels et civils

## Jordanie
- Jordan Falcon
- I-wing
- Jordan Arrow
- Silent Eye

## Maroc
- BDA Africa MA-1 [20]
- un drone exclusivement de fabrication national a été réalisé par L’Ecole nationale supérieure d’électricité  au Maroc[21] mais aussi un drone sous marin a également été réalisé au Maroc  par l'ENSA de Fès[22].

## Pakistan
- Uqab
- Vector
- Shahpar-2

## Pologne
- WB Electronics FlyEye
- WB Electronics Warmate (en) : drone suicide.

## Royaume-Uni
- BAE Mantis
- BAE Taranis
- Qinetiq Zephyr
- Watchkeeper WK450 drone tactique de la société Thales équipant les Forces armées britanniques

## Russie

### Drone de combat
- Forpost
- Kronstadt Orion
- MDP-01 Termite

### Drone de reconnaissance
- ALBATROS
- CL-289 Piver
- Eleron-3
- Eleron-10
- EXPERT
- Granat-1
- Granat-2
- Granat-3
- Granat-4
- MBVK-137
- Orlan-10
- Pchela-1T
- POUSTELGA
- Ptero
- Tiptchak
- Tupolev Tu-123
- Tu-143 Reis
- ZALA 421-16EM
- ZALA 421-20

### Munitions rodeuse
- Goule - 2023
- Koub-BLA - 2019
- Shahed 136 / Geranium 2 - 2020 (2022 au sein des forces russes)
- Zala Lancet - 2020

### Drone terrestre
- Uran-6
- Uran-9
- Uran-14
- Marker
- Platform-M

### Projet ou démonstrateur technique
- Mikoyan-Gourevitch Skat
- Luch Korsar
- Sokol Altius
- Soukhoï S-70 Okhotnik-B

## Serbie

### Drone de reconnaissance
- Pegaz 011 (en)
- Vrabac Mini UAV (en)

### Munition rodeuse
- Gavran-145

### Drone terrestre
- Miloš (drone terrestre)

### Projet
- Rapier Unmanned Helicopter (en)

## Slovénie
- C-Astral Bramor gEO
- C-Astral Bramor ppX
- C-Astral Bramor C4EYE
- C-Astral Bramor sAR
- C-Astral Atlas ppX
- C-Astral Atlas C4EYE

## Suisse
- ADS 95
- Hermes 900

## Tunisie
- TATI Nasnas MK1
- TATI Nasnas 320
- TATI Jebel Assa
- TATI Super Jebel Assa
- TATI Fixed Wing HALE Buraq
- TATI Rotary Wing Jinn
- TATI Rotary Wing SAR

## Turquie
- TAI Anka
- Anka 3
- TAI Aksungur
- Kızılelma
- Bayraktar TB2 Drone MALE
- Bayraktar TB3
- Bayraktar Akıncı Drone HALE
- Bayraktar Mini IHA
- Bayraktar Diha drone
- Bayraktar Mini Drone UGCV
- Bayraktar Çaldiran TUAV
- Bayraktar Malazgirt Mini Drone hélicoptère
- VESTEL Karayel TUAV
- TAI Gözcü TUAV
- Turna TAI
- Şahit TAI
- Baykuş TAI
- Pelikan TAI
- Martı TAI
- VESTEL Arı
- VESTEL Efe
- VESTEL Ege
- Globiha
- Kuzgun (drone zeppelin)
- Sivrisinek (TAI Moustique, drone hélicoptère)

## Ukraine
- Bober
- Marichka
- Morok
- Vampire (drone)
- Drone A1-SM Furia
- Leleka-100
- MAGURA V5
- Shoolika Mk 6
- Spectator MP-1
- Tupolev Tu-141
- Tupolev Tu-143